# World of Horror
World of Horror – niezależna gra komputerowa, z gatunku RPG, utrzymana w estetyce horroru. Została stworzona przez polskiego twórcę Pawła Koźmińskiego, posługującego się również pseudonimem "panstasz". Grę opublikowano 20 lutego 2020 w serwisach Steam oraz GOG. Produkcja nawiązuje do twórczości Junjiego Ito oraz H.P. Lovecrafta. Akcja ma miejsce w mieście Shiokawa, w Japonii.

## Rozgrywka
Gra posiada turowy system walki oraz zagadki logiczne. Zawiera w sobie również strukturę gatunku Roguelike, w ramach której należy rozwiązać daną liczbę zadań, jednocześnie nie ginąc z rąk przeciwników. Gracz ma możliwość wcielenia się w pięć grywalnych postaci.

## Odbiór
W serwisie Metacritic gra otrzymała ocenę 80/100 na podstawie 4 recenzji.